# Wojciech Bógdał
Wojciech Bógdał (ur. 12 lipca 1994 w Lipnie) – polski pilot motoparalotniowy, samolotowy i śmigłowcowy, członek polskiej Motoparalotniowej Kadry Narodowej, instruktor motoparalotniowy. Trzykrotny Indywidualny Slalomowy Mistrz Świata i podwójny Mistrz Europy w kat. PL1, zdobywca złotego medalu na Igrzyskach Sportów Nieolimpijskich w kat. PF1. Związany z płockim Aeroklubem Ziemi Mazowieckiej. W latach 2018–2022 wspierany był przez PKN Orlen. Ekspert Państwowej Komisji Badania Wypadków Lotniczych.

## Życiorys i kariera
Ze sportem motoparalotniowym związany od trzeciego roku życia za sprawą swojego ojca Dariusza Bógdała, zajmującego się filmem i fotografią lotniczą. Pod jego okiem stawiał pierwsze kroki w pilotażu.
Zadebiutował w 2012 w zawodach Polskiej Ligi Motoparalotniowej, a już w 2013 został powołany do Motoparalotniowej Kadry Narodowej i wziął udział w pierwszych Slalomowych Mistrzostwach Świata rozegranych w Aspres-sur-Buëch we Francji.
Ukończył Liceum Ogólnokształcące im. Władysława Jagiełły w Płocku i został studentem Politechniki Warszawskiej na wydziale Budownictwa, Mechaniki i Petrochemii.
W 2014 zdobył tytuł Slalomowego Mistrza Europy oraz Drużynowego Mistrza Świata.
W 2015 wygrał drugie Motoparalotniowe Slalomowe Mistrzostwa Świata w Legnicy zdobywając w ten sposób swój pierwszy tytuł Mistrza Świata, będąc jednocześnie najmłodszym członkiem Motoparalotniowej Kadry Narodowej. W tym samym roku wygrał Mistrzostwa Polski w konkurencjach slalomowych i klasycznych.
Rok 2016 przyniósł mu tytuł wicemistrza Europy oraz brązowy medal na Mistrzostwach Świata w konkurencjach klasycznych.
W związku z wybitnymi osiągnięciami został powołany do reprezentacji na Igrzyska Sportów Nieolimpijskich - The World Games 2017 we Wrocławiu, gdzie wywalczył pierwszy złoty medal dla Polski.
W maju 2018 zdobył swój drugi złoty medal Motoparalotniowych Mistrzostw Świata, które rozegrane zostały w Tajlandii. W listopadzie 2018 zwyciężył w Slalomowych Mistrzostwach Świata w Egipcie i zdobył  trzeci w swojej karierze tytuł Mistrza Świata.
Od sierpnia 2018 dołączył do grona zawodników sponsorowanych przez PKN Orlen. W maju 2019, po zwycięstwie w V Otwartych Motoparalotniowych Mistrzostwach Polski, rozpoczął współpracę z Grupą Budmat Auto.
Z końcem 2022 roku zakończył swoją karierę sportową.

## Osiągnięcia
PF1 - klasa start na nogach, PL1 - klasa wózków jednoosobowych.
| Rok  | Nazwa zawodów                                            | Miejsce                 | Klasa   | Lokata                |
| ---- | -------------------------------------------------------- | ----------------------- | ------- | --------------------- |
| 2013 | I Motoparalotniowe Slalomowe Mistrzostwa Świata          | Aspres sur Beuch        | PL1     | 6. miejsce            |
| 2014 | I Motoparalotniowe Slalomowe Mistrzostwa Europy          | Couhe                   | PL1     | 1. miejsce            |
| 2014 | VIII Motoparalotniowe Mistrzostwa Świata                 | Matkopuszta             | PL1     | 4. miejsce            |
| 2015 | II Motoparalotniowe Slalomowe Mistrzostwa Świata         | Legnica                 | PL1     | 1. miejsce            |
| 2015 | IV World Air Games                                       | Dubaj                   | PF1     | 6. miejsce            |
| 2015 | XVII Motoparalotniowe Mistrzostwa Polski                 | Rudniki                 | PL1     | 1. miejsce            |
| 2016 | II Motoparalotniowe Slalomowe Mistrzostwa Europy         | Bornos                  | PF1 PL1 | 2. miejsce 2. miejsce |
| 2016 | XVIII Motoparalotniowe Mistrzostwa Polski                | Serock                  | PL1     | 1. miejsce            |
| 2016 | IX Motoparalotniowe Mistrzostwa Świata                   | Popham                  | PL1     | 3. miejsce            |
| 2017 | Igrzyska Sportów Nieolimpijskich The World Games         | Wrocław                 | PF1     | 1. miejsce            |
| 2017 | VII Motoparalotniowe Mistrzostwa Europy                  | Breclav                 | PL1     | 1. miejsce            |
| 2018 | X Motoparalotniowe Mistrzostwa Świata                    | Lopburi                 | PL1     | 1. miejsce            |
| 2018 | Slalomowe Mistrzostwa Polski                             | Międzybrodzie Żywieckie | PL1     | 2. miejsce            |
| 2018 | XX Motoparalotniowe Mistrzostwa Polski                   | Wrocław                 | PL1     | 2. miejsce            |
| 2018 | III Motoparalotniowe Slalomowe Mistrzostwa Świata        | Fayoum                  | PL1     | 1. miejsce            |
| 2019 | V Otwarte Motoparalotniowe Slalomowe Mistrzostwa Polski  | Jutrosin                | PL1     | 1. miejsce            |
| 2020 | VI Otwarte Motoparalotniowe Slalomowe Mistrzostwa Polski | Jutrosin                | PL1     | 2. miejsce            |
| 2020 | Otwarte Slalomowe Mistrzostwa Czech                      | Strachotin              | PL1     | 1. miejsce            |
| 2021 | VI Motoparalotniowe Slalomowe Mistrzostwa Polski         | Przykona                | PL1     | 1. miejsce            |

## Nagrody i wyróżnienia
Za swoje osiągnięcia został wyróżniony tytułem Najlepszego Sportowca Lotniczego roku 2015 podczas 21. Balu Lotników.
W 2018 roku Kapituła Płockiego Balu Sportu przyznała mu tytuł Sportowca 15-lecia.
Widowiskowy "Projekt 100na100" Wojciecha Bógdała i Kuby Przygońskiego zwyciężył w międzynarodowym plebiscycie lotniczym Cumulusy 2018 w kategorii Cumulus Extreme.